# Iglesia de San Miguel Arcángel (Uzhok)
La Iglesia de San Miguel Arcángel fue construida en el suburbio de Uzhok, Ucrania, en 1745. La estructura consiste en tres naves de madera y una sacristía de ladrillo.
El 21 de junio de 2013, en la 37ª sesión del Comité del Patrimonio Mundial de la UNESCO, la Iglesia de la Santísima Trinidad fue añadida al Patrimonio de la Humanidad de la UNESCO. Fue uno de los 16 Tserkvas de madera de la región de los Cárpatos en Polonia y Ucrania que se añadieron.
|      |
| Nave |

|             |
| Iconostasio |

|              |
| Foto de 1919 |